# Sarina Koga
Sarina Koga (古賀 紗理那, Koga Sarina) est une joueuse de volley-ball japonaise née le 21 mai 1996 à Kanzaki (Préfecture de Saga). Elle mesure 1,80 m et joue au poste de réceptionneuse-attaquante. Elle totalise 76 sélections en équipe du Japon.

## Clubs
| Club                               | De        | À         |
| ---------------------------------- | --------- | --------- |
| Kumamoto Shin-ai Girls' Highschool |           | 2014-2015 |
| NEC Red Rockets                    | 2015-2016 | …         |

## Palmarès

### Équipe nationale
- Championnat d'Asie et d'Océanie
  - Vainqueur : 2017.
- Championnat d'Asie et d'Océanie des moins de 18 ans
  - Vainqueur : 2012.

### Clubs
- V Première Ligue
  - Vainqueur : 2015, 2017.
- Coupe de l'impératrice
  - Finaliste : 2015.
- Tournoi de Kurowashiki
  - Finaliste : 2016.
- Championnat AVC des clubs
  - Vainqueur : 2016.

### Distinctions individuelles
- Championnat d'Asie et d'Océanie de volley-ball féminin des moins de 18 ans 2012: Meilleure marqueuse et MVP.
- Championnat du monde de volley-ball féminin des moins de 23 ans 2013: Meilleure réceptionneuse-attaquante[1].
- Championnat féminin AVC des clubs 2016: MVP.